# RWD-11
RWD-11 — лёгкий транспортный самолёт польской компании RWD.

## История
Самолёт был произведён в январе 1936 года польской авиастроительной компанией DWL (пол. Doświadczalne Warsztaty Lotnicze, в переводе с пол. — «Экспериментальные авиационные мастерские») и уже в феврале совершил свой первый полёт.
После окончания первого этапа испытаний на пригодность к полётам (19 сентября — 12 декабря 1936 года) в Техническом авиационном институте (пол. Instytut Techniczny Lotnictwa, IPL) Министерство транспорта и авиакомпания LOT отказались принимать участие в дальнейшем развитии проекта, в результате чего руководство DWL приняло решение продолжить работы над самолётом самостоятельно и рассматривать его в качестве экспериментальной машины. В ходе дополнительного тестирования выяснилось, что RWD-11 имеет склонность к флаттеру крыла. После устранения всех выявленных недостатков самолёт был вновь передан Техническому авиационному институту для проведения второго этапа официальных сертификационных испытаний. Несмотря на то, что пилотажные свойства и эксплуатационные характеристики доработанного варианта RWD-11 стали существенно лучше, авиакомпания LOT вновь не выразила никакой заинтересованности в проекте.
В итоге RWD-11 остался в распоряжении DWL и использовался предприятием в качестве административного самолёта. 3 сентября 1939 года во время эвакуации завода после нападения Германии на Польшу RWD-11 совершил перелёт из Окенце в Млоцины, где был брошен экипажем вследствие повреждения шасси. После капитуляции Варшавы немцы восстановили самолёт и перегнали его в Германию.

## Лётные данные
| Размах крыла, м             | 16,2  |
| Длина, м                    | 10,65 |
| Высота, м                   | 3,3   |
| Площадь крыла, м2           | 25    |
| Масса пустого, кг           | 1740  |
| Максимальная взлётная, кг   | 2650  |
| Мощность двигателя, л.с.    | 2×400 |
| Крейсерская скорость, км/ч  | 340   |
| Максимальная скорость, км/ч | 255   |
| Дальность, км               | 800   |
| Потолок, м                  | 4000  |
| Экипаж                      | 2     |
| Пассажиры                   | 8     |